# Aeroportul Limeira
Aeroportul Limeira (IATA: QGB, ICAO: SDYM) este un aeroport din Limeira, São Paulo, Brazilia.
Situat la o altitudine de 653 m, aeroportul dispune de o singură pistă.